# Johan Niemann
Johan Niemann (ur. 26 czerwca 1977) – szwedzki muzyk, gitarzysta i basista. Współzałożyciel grupy muzycznej Mind’s Eye. Brat Kristiana Niemanna.
Johan rozpoczął grę na gitarze basowej w wieku 11 lat. W trakcie nauki w szkole średniej, pobierał lekcję teorii jazzu i improwizacji u gitarzysty Johana Öijena. Po tym okresie, rozpoczął studia na kierunku inżynierii dźwięku i produkcji muzycznej w konserwatorium muzycznym w Sztokholmie. W 2000 r. opuścił swoją grupę Mind’s Eye na rzecz gry w zespole Therion. W 2008 roku grał na koncertach z zespołem Tiamat na gitarze elektrycznej. Od 2010 roku członek zespołu Evergrey.